# Sergio Marinangeli
Sergio Marinangeli (Gualdo Tadino, 2 luglio 1980) è un ex ciclista su strada italiano.
Professionista dal 2003 al 2009, conta due successi tra i professionisti.

## Carriera
Dopo dei buoni trascorsi nelle categorie giovanili, passò professionista nel 2003 con la Domina Vacanze, squadra capitanata da Mario Cipollini, esordendo al Tour de Langkawi, dove però fu vittima di un grave infortunio che lo tenne lontano per tutta la prima parte di stagione.
Si riprese l'anno successivo, ottenendo numerosi piazzamenti. Fu secondo ai campionati italiani in linea, dietro proprio a Cipollini, e alla Route Adélie de Vitré, ottavo al Tour of Georgia e decimo al Giro di Germania e al Gran Premio di Francoforte. Partecipò anche al Tour de France, dove colse un sesto posto nella sesta tappa, ritirandosi poi nella tredicesima, e al Tour de Pologne.
Nel 2005 ottenne la sua prima vittoria da professionista, nella prima tappa dell'Österreich-Rundfahrt. Fu anche sesto al Giro della Provincia di Lucca e ai campionati italiani in linea, e ottenne altri due piazzamenti in tappe della Tirreno-Adriatico.
Nel 2006 conseguì diversi risultati nelle classiche italiane per ruote veloci: vinse il Gran Premio Bruno Beghelli, fu terzo al Giro del Veneto, quarto al Gran Premio Industria Commercio Artigianato Carnaghese, al Memorial Cimurri e alla Coppa Sabatini.
Il suo ultimo risultato fu il secondo posto nella prima tappa del Giro d'Abruzzo 2007.

## Palmarès
- 2002 (dilettanti)

Coppa Ciuffenna
2ª tappa Giro delle Marche
- 2005 (Naturino, una vittoria)

1ª tappa Österreich-Rundfahrt
- 2006 (Naturino, una vittoria)

Gran Premio Bruno Beghelli

## Piazzamenti

### Grandi Giri
- Tour de France

2004: ritirato (13ª tappa)

### Classiche monumento
- Milano-Sanremo

2005: 119º